# Rito Schröder
El Rito Schröder, o Schroeder, es el rito masónico más difundo en Alemania, seguido de cerca del Rito Zinnendorf. Además de Alemania, se trabaja minoritariamente en Dinamarca y los Países Bajos, siendo también el favorito de los emigrantes de origen germano en España, Brasil, Paraguay, Guatemala y Chile, donde se ha integrado a las Grandes Logias regulares.

## Historia del Rito Schröder[1]

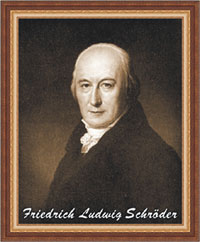
Friedrich Ulrich Ludwig Schröder (1744-1816), fundador del rito masónico que lleva su nombre

Fue creado por el actor y director del teatro municipal de Hamburgo Friedrich Ulrich Ludwig Schröder (1744-1816) a finales del siglo XVIII, y adoptado como propio por la Gran Logia de Hamburgo el 29 de junio de 1801. Por esta razón, en vida de Schröder, el rito recibía el nombre simplemente de Rito de la Gran Logia de Hamburgo. Debido a la simpleza de su estructura –solamente tres grados simbólicos-, fue conocido también como Rito Escocés Simplificado.
La Gran Logia de Hamburgo desaparece de Alemania en 1932, y en el exilio (Valparaíso, Chile) en 1935. Sus miembros se integrarán tras el periodo nazi en la Gran Logia de Antiguos y Aceptados Masones de Alemania.
El Rito Schröder surge como uno más entre los ritos que nacen como respuesta al desorden en la masonería continental del último tercio del siglo XVIII. Si la Estricta Observancia Templaria (1764-1782) se crea para limpiar a los ritos masónicos de la influencia del ocultismo del siglo XVIII, las distintas reformas de las que surgen el Rito Sueco, el Rito Zinnendorf, y el Rito Escocés Rectificado, expulsarán de las liturgias y rituales las referencias a la astrología y a la alquimia, pero sin tocar el simbolismo caballeresco y templario de la masonería de la época de la Ilustración.
La influencia luterana en la Gran Logia de Hamburgo, de grave tradición burguesa y mercantil, tenía como consecuencia directa que los masones del norte de Alemania vieran con malos ojos la ostentación aristocrática de los grados caballerescos, tanto de la Estricta Observancia Templaria como de los ritos que surgen de su seno, todos ellos con fuerte influencia católica. Ante ello, hacia 1789, las logias de la Gran Logia de Hamburgo comienzan a realizar cambios en sus rituales y arreos motu proprio, sin coordinación alguna.
Es así como Schröder se da a la tarea de estudiar el pasado de la masonería operativa, así como los rituales de las primeras logias especulativas inglesas. En 1790 logra que la Gran Logia Provincial de la Baja Sajonia, subordinada a la Gran Logia de Londres, le encargue la realización de rituales y notas sobre símbología y arreos masónicos, de manera que estos unifiquen criterios ante la confusión que amenazaba con la atomización de la masonería alemana.
Es de este modo como Schröder toma como punto de partida el texto fundacional de la masonería especulativa inglesa, Three Distinct Knocks. Su relación con la Gran Logia de Hamburgo le permitirá crear en su seno una Comisión de Estudios que terminará adoptando en 1801 dichos rituales. En ese momento Schröder ocupa el cargo de Diputado Gran Maestro. Posteriormente llegaría a ser Gran Maestro de la Gran Logia de Hamburgo.

## Estructura y sentido del Rito Schröder

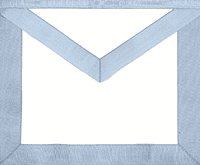
Mandil del grado de Maestro del Rito Schröder.

Dado que para su elaboración Schröder recurre a los primeros rituales de la masonería inglesa, concretamente de la denominada Gran Logia Madre de Inglaterra, su estructura es extremadamente simple, como sencillos son también sus arreos y joyas. Consta tan sólo de tres grados, es decir, los tres primeros grados de la masonería azul o simbólica –Aprendiz, Compañero y Maestro-. Ya que el Rito Schröder no posee grados superiores, sus miembros, de marcada tradición liberal, suelen ingresar a las órdenes del Rito Francés en su versión del Gran Oriente de Francia.
Debido fundamentalmente a la misma razón que llevó a James Anderson y Jean Theófile Deságulliers a reformar la masonería tradicional, en el Rito Schröder no hallamos referencias explícitas a religión alguna. Ambas tradiciones -la andersoniana y la de Schröder-, pertenecen al ámbito protestante, por lo que observamos dos cosas singulares. En primer lugar el luteranismo ha mantenido a raya las características filorromanas que pudiésemos hallar en otros ritos nacidos pocos años antes. En segundo lugar, y a diferencia de las reformas emprendidas por Anderson, el rito Schröder es aún más sencillo de lo que será la masonería inglesa de la época. No hallamos aquí referencia alguna a los grados caballerescos, ni siquiera a los altos grados del Rito York no caballerescos como el Santo Real Arco. Todo ello conduce a un simbolismo antiguo, ligado a la tradición operativa inglesa, que sobresale de los actuales ritos por la profundidad de sus enseñanzas a partir de la sencillez.
El carácter no aristocrático de sus miembros acerca a esta masonería a los principios de la Ilustración, reforzado esto por su origen básicamente burgués en la ciudad portuaria de Hamburgo, lo que lo diferencia de la masonería francesa anterior a la Revolución. Es por eso que hoy el Rito Schröder es muy popular entre los masones liberales del ámbito alemán, ya que practica la igualdad social entre los hermanos masones desde su misma estrcutura.
En la Gran Logia de España existen tres logias que practican este rito: Euromasón Costa Blanca nº55 (Denia), Leukopolis nº 85 (Alfaz del Pi) y Fuente de la Luz nº 103 (Fuengirola)
En el Gran Oriente de Argentina, una Logia UNITAS Nro. 387, trabaja en este rito. Es la única logia de habla alemana que trabaja en Argentina, bajo los auspicios de la Gran Lógica de Libres y Aceptados Masones de la República Argentina. 
En México, el Ritual Schröder es practicado por la Logia Pleno Día n.º 3, constituyente de la Gran Logia Unida Mexicana de Veracruz. 
Asimismo, en Chile, bajo los auspicios de la Gran Logia de Chile trabajan en el Rito de Schröder (en idioma alemán) las Logias: Drei Ringe N°92 en Santiago de Chile, Lessing N°95 en Valparaíso, Goethe N°91 en Concepción  y Humboldt Nro. 114 en Osorno, todas ellas logias regulares.